# 社会民主党 (台湾)
社会民主党（しゃかいみんしゅとう、繁: 社會民主黨 、英: Social Democratic Party、略称: 社民党（しゃみんとう）、SDP）は中華民国の政党。2015年3月29日に設立された。台湾独立を掲げる政党であり、泛緑連盟に所属している。

## 概要
社民党は正常な党派文化を台湾で築き、民主進歩党と中国国民党以外によるより健全的な政治競争を理想として掲げている。そのため、社会民主党の最終目標は「中国から来た中国国民党を撤廃し、本土派の民主進歩党を監督する」ことであり、社民党を国内で2番目に大きな政治勢力にするとされている。
他の台湾本土派の政党と比較して、社民党は特に民進党の政策を支持している。

## 政策

### 五大原則
2015年に採択された綱領文書『社会民主党結成宣言』によれば、社会民主党の性質を「社会民主主義を台湾で実行する本土派の政党」と定義している。具体的な理念としては「全台湾の労働者を団結させ、理不尽な雇用者と戦い、優しい雇用者を守る。若い世代からの投票を利用し、現在の民主進歩党と中国国民党の寡占を打ち破り、財閥企業をいい方向に変える」とされている。
社民党は「結党大会」で五大原則を提出した、それは：
1. 最低給料の上昇：賃金を上げ、労働者の権利を守り、雇用された階級の力を強化する。
2. 公務員の年金削減：台湾の「国民年金システム」を大幅に改革し、公務員への過剰な年金を削減することによって平等な社会保障制度を確立する。
3. 富裕層への課税：月収20万新台湾ドル以上の国民を富裕層に区分し、彼らへの課税を強化することによって社会的責任を果たす。
4. 政府への監督権：できるだけ多くの人に政府への監督権を与え、買収や汚職などを政府から排除し、公平かつ透明性の担保された政治を目指す。
5. 多元論への重視：人々の違いを尊重し、差別に反対し、多元論を徹底的に実行し、多様性のある社会を構築する。

### 民法、家族制度
- 良質な保育や学童保育を増やし、子どもの育ちの場を保障することを目指す。
- 同性婚の合法化に賛成。

### その他
- 死刑制度は存廃を含めた見直しを提唱、その間の死刑執行には反対。

## 歴史

### イデオロギー
2015年3月1日、社民党の創立者の一人である范雲は「我が社民党は大企業からの献金を一切受けない。庶民からの資金援助のみで2016年の第9回中華民国立法委員選挙に参加する」と発言した。
もう一人の創立者厳婉玲は2ヶ月後、「台湾社会には社民党が必要だ。我が党は他の普通の社会運動団体と大きく違って本気で台湾を改めようと考え、今回の選挙に参加することを決定した。今の台湾政局は国民党と民進党の二大政党に握られ、党閥の争いばかりに沈んしている。社民党はそれを社会運動の方向に引き戻したい」と参選の理由を述べた。
社民党は自らの事を「穏健的な左派」に分類し、台湾の中間層やそこまで民進党・国民党に拘ってない人がそのターゲットとされ、二大政党制に飽きた台湾人に「新しい経済・新しい政治・新しい社会」を与えようとしている。しかし外部から見ると親民進党の色が強く、社民党の支持層は民進党と重なっている。これに関して、社会民主党は公式サイトで「我々を泛緑連盟に分類してもかまわない。台湾の情勢を見れば分かるだろう。民進党は一定な利益をあげると直ぐ満足し、国民党は中国を1つに統一したいという無謀な野望を持っている。台湾にとっては国民党のほうが圧倒的に危ない。もちろん、民進党にも欠点はある。それは彼らの考え方はもう古い。私たち社民党の価値観こそ台湾にとって最も歩きやすい道である」と答えた。

### 党間関係

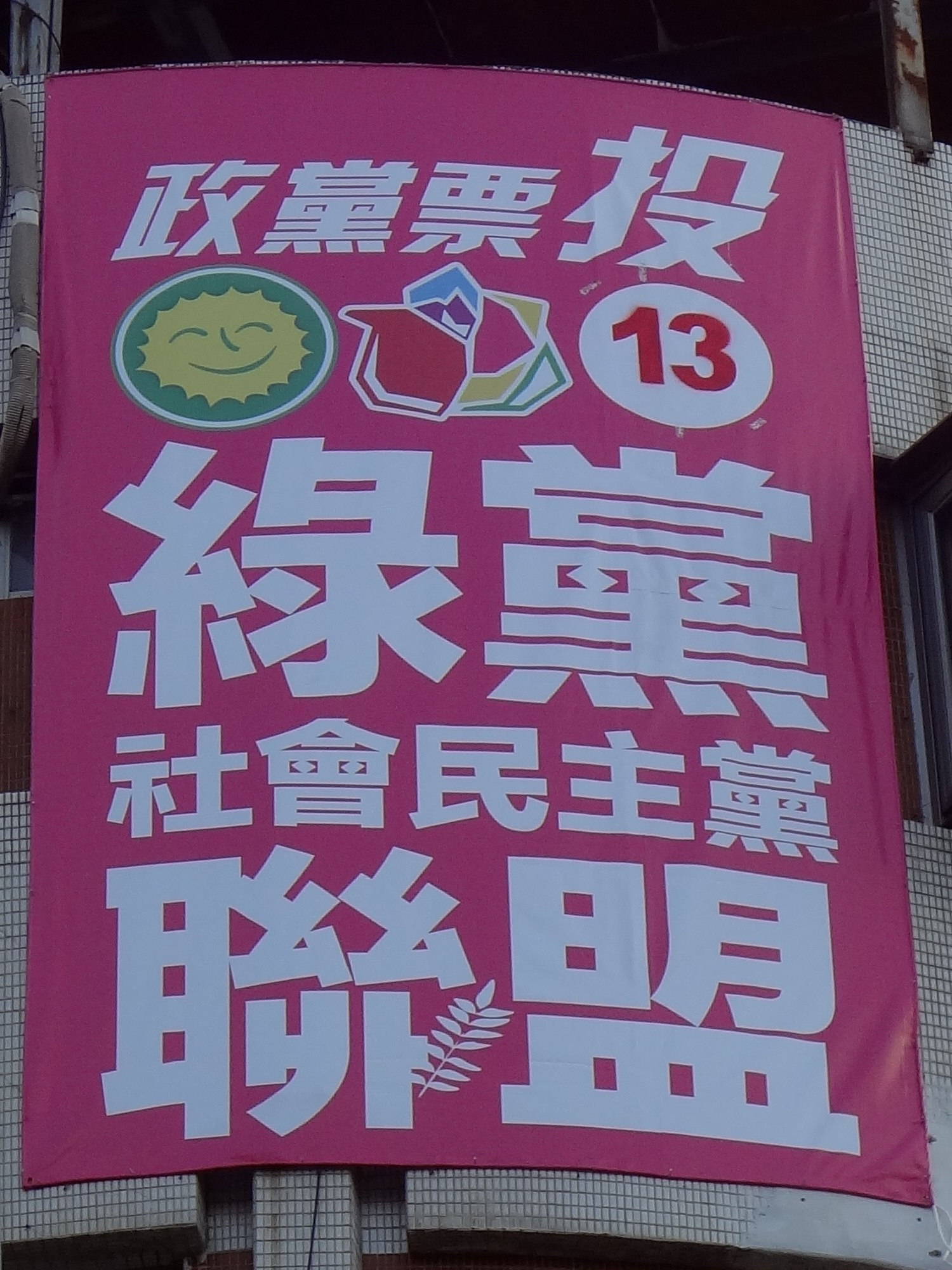
2016年の台湾国会議員選挙の広告。その時の社会民主党と台湾緑党は政党連合の関係だった。

2016年の立法委員選挙では、社民党は人数の少なさから危機感を感じ、方針が近い台湾緑党と政治同盟を組んだ。これを「緑党社会民主同盟」と呼ぶ。しかし、同盟を組んでも議席を一席も得られなかった。
2018年の地方選挙では、社民党の中心人物苗博雅は台北市議会の議員として当選し、1議席を獲得した。それに対して、台湾緑党は手が早く3席も得た。社民党と緑党はそれぞれの場で勝利を致したため、緑党は2019年に「2020年の国会議員選挙で独自の候補者を推し、今後は社民党ともう同調しない。中国国民党を制圧する時のみ、協力してあげる」と発表した。
李晏榕は2018年の台北市市議員選挙で落選した後、2019年2月15日に勝ち目の多い民進党に入党した。范雲も同年11月16日に民進党に入党した。2020年の台湾国会議員選挙では、社民党から離脱して民進党になった候補者は3名も当選した。しかし、これは社民党にとって損ではなく、かつての党員は社民党と政治的立場が近い民進党に参加した後、立法委員として台湾の政局で活躍し、社民党が唱えていた政策も実行している。
一方、台北市議会で第13～14代議員には苗博雅がおり、無党派の議員林亮君と強い協力関係を維持している。 例えば、2022年の台北市議会議長選挙では、国民党がの議席はすでに過半数を超えており、民進党の李建昌と劉耀仁議長候補に投票しても意味が無かった。その際苗博雅と林亮君はお互いに投票すると必ず無効になることを利用して、奇妙な投票方法で台湾メディアの注目を集めた。インタビューを受けた時に「野党の声も重要である。我々は今回の投票結果で、国民党や中国と戦う意志を展示したい。席が敵に握っても対抗意志を永遠に放棄しなく、自分だけの行動をとる」と語った。
2023年6月14日、民進党の「台湾民主同盟」の記者会で、台北市大安区の選挙区で社民党と協力することが判明した。この選挙区では民進党側は候補者を出さず、勢力の強い市議苗博雅を唯一の候補者に決定した。民進党主席の頼清徳は「民進党と社民党の理念や価値観は非常に近く、台湾独立の目標も共有している。今回は共同作戦として、台湾の住宅問題・司法問題やその他の社会問題を一気に解決する」と述べた。 
社民党と台湾緑党の協力関係はすでに終了していたたが、緑党も単独作戦を諦め、民進党寄りの10人の候補者を推して国民党や台湾民衆党と真っ向から対抗した。国民党の徐巧芯議員はそれを「社民党も緑党も民進党と競争する勇気がない。ただただ妥協するだけ」と批判したが、社民党の公式サイトでは「現在の台湾選挙制度はもともと小政党にとって不利であり、巧みに台湾本土派の力を借りても全然恥ずかしくない」と反論した。